# Nuummioq
Nuummioq er en grønlandsk dramafilm fra 2009 instrueret af Otto Rosing og Torben Bech. Den er produceret af Mikisoq H. Lynge og er skrevet af Torben Bech efter original ide af Otto Rosing.
Nuummioq betyder en mand fra Nuuk. I hovedrollen ses Lars Rosing, mens de øvrige store roller er besat af Angunnguaq Larsen, Julie Berthelsen, Marius Olsen, Makka Kleist, Amos Egede og Morten Rose. Filmen havde premiere i Nuuk 31. oktober 2009.

## Handling
Håndværkeren Malik vokser op i Nuuk. Hans lykkelige barndom tager en brat drejning, da han ser sine forældre drukne i Godthåbfjorden, og han lever sit voksenliv alene. Snart vender hans liv i en mere positiv retning; Han genoptager kontakten med sin barndomsven, Carl Peter, og får en kæreste, Nivi. Han får dog konstateret uhelbredelig kræft og må vælge mellem at flytte til Danmark og leve et længere liv, eller at blive i Nuuk og leve et kortere liv. Han  rejser ikke og  nægter at tale om sin sygdom, men tager i stedet på en bådtur i naturen med Michael. På denne rejse konfronteres han med sin situation og sin fortid. De  møder en fåreavler, der bringer ny viden i sagen om Maliks forældres alt for tidlige død. Handlingen etablerer dermed et skel mellem byens moderne, lette tilværelse og naturens gamle, barske miljø, hvor sandheden må frem.

## Produktion
Nuummioq er den første spillefilm produceret 100% i Grønland. Optagelserne begyndte 4. august 2008 i området omkring Nuuk.

## Modtagelse
Modtagelsen af filmen var positiv med fokus på en humørsyg atmosfære, der mindede om værkerne af Ingmar Bergman.[kilde mangler]
Nuummioq blev vist Cannes Film Festival i 2010. 
Det er den første af to grønlandske film, der er blevet indstillet til en Oscar for bedste udenlandske film, “Official submission of Greenland for the 'Best Foreign Language Film' category of the 83th Academy Awards in 2011”. 
  Den blev dog ikke nomineret. 
Filmens to instruktører blev nomineret til en World Cinema Dramatic Competition ved Sundance Film Festival 2010. 
Lars Rosing fik FIPRESCI Award for Best Actor, på Palm Springs International Film Festival 2011, med ordene “for his affecting portrayal of a young man facing death against the stark landscape of Greenland”.

## Medvirkende
- Lars Rosing som Malik
- Angunnguaq Larsen som Michael
- Julie Berthelsen som Nivi
- Maius Olsen som Fåreavler
- Makka Kleist som Bedstemor
- Amos Egede som Bedstefar
- Morten Rose som Carsten
- Else Daniselsen som Læge
- Anja Jochimsen som Turist
- Ulrikka Holm som Pige i bar
- Maria P. Kjærulff som Sygeplejerske
- Arnatsiaq Reimer Eriksen som Lilly
- Sorya Paprajong som Tjener på restaurant
- Kiistit Holm som Kvinde til "kaffemik"
- Johanne Madsen som Kvinde i drivhus
- Karsten Sommer som Kunde i drivhus